# سترات الكالسيوم
 سترات الكالسيوم  مركب كيميائي له الصيغة Ca3(C6H5O7)2 ، ويكون على شكل بلورات بيضاء، وهو ملح الكالسيوم لحمض الليمون (حمض الستريك).

## الخواص
- لمركب سترات الكالسيوم انحلالية ضعيفة في الماء، فقط 0.95 غ/ل عند 25°س. يختلف سترات الكالسيوم عن باقي أغلب الأملاح بأن انحلاليته تزداد بانخفاض درجة الحرارة (انحلالية عكسية). تزداد الانحلالية أيضاً بارتفاع pH الوسط. بالمقابل فإن لا ينحل في الكحول مثل الإيثانول.
- يبلغ محتوى الكالسيوم في هذا المركب 21% من الشكل الخالي من الماء، حيث أن سترات الكالسيوم يوجد أيضاً على شكل هيدرات (رباعي هيدرات)، ويبدأ بفقدان ماء التبلور عند التسخين فوق 120°س.

## التحضير
يحضر سترات الكالسيوم (رباعي هيدرات) من تفاعل تعديل حمض الليمون (حمض الستريك) بهيدروكسيد الكالسيوم، وهو تفاعل ناشر للحرارة:
3Ca(OH)2 + 2C6H8O7 → Ca3(C6H5O7)2 + 6H2O
يحصل على سترات الكالسيوم طبيعياً كمركب وسيط أثناء عزل حمض الستريك من عمليات التخمير في عمليات تحضير حمض الستريك صناعياً.

## الاستخدامات
- يستعمل سترات الكالسيوم في الصناعات الغذائية كمضاف غذائي، حيث يستعمل كمادة حافظة. للمركب رقم الإي E 333.
- له تطبيقات في مجال إزالة قساوة المياه.
- يستخدم لتحضير أملاح السترات الأخرى، ويدخل في تركيب بعض المستحضرات الطبية المستخدمة لإغناء محتوى الكالسيوم، على سبيل المثال معاجين الأسنان.